# Maurice Lever
Pour les articles homonymes, voir Lever.
Maurice Lever (né le 8 août 1935 à Neuilly-sur-Seine et mort le 28 janvier 2006 à Paris) est un historien de la littérature.

## Biographie
Il est l'auteur de nombreux ouvrages sur les XVIIe et XVIIIe siècles. Il était « Maître de recherches au Centre national de la recherche scientifique ».
Il fut également un grand spécialiste du siècle des Lumières. Ses recherches sur le genre dans la littérature  française le placent aussi parmi les premiers historiens qui se sont penchés sur cette thématique.
Il était aussi le conjoint de l'historienne Évelyne Lever.

## Ouvrages
- La Fiction narrative en prose au XVIIe siècle : répertoire bibliographique du genre romanesque en France : 1600-1700, 1976.
- Le Roman français au XVIIe siècle, 1981.
- Le Sceptre et la Marotte, histoire des fous de cour, Fayard, 1983, (rééd. 1999), 352 p. Prix Monseigneur Marcel, 1983[3].
- Les Bûchers de Sodome, Fayard, 1985.
- Isadora, roman d'une vie, 1986.
- Donatien Alphonse François, marquis de Sade, Paris, Fayard, 1991.
- Papiers de famille, t.1 : Le règne du père (1721-1760), Paris, Fayard, 1992, t.2 : Le marquis et les siens (1761-1815), 1995.
- Pierre-Augustin Caron de Beaumarchais, 3 vol., 1999-2004.
- Théâtre et Lumières : Les Spectacles de Paris au XVIIIe siècle, Fayard, 2001, 394 p.
- Anthologie érotique. Le XVIIIe siècle, Robert Laffont, 2004, 1178 p.
- Lettres galantes de Beaumarchais à Mme de Godeville (1777-1779), Fayard, 2004.
- Je jure au marquis de Sade, mon amant, de n'être jamais qu'à lui…, Paris, Fayard, 2006.
- Grande et petite histoire de la Comédie-Française. Le siècle des Lumières (1680-1799), Fayard, 2006, 551 p.
- Le Chevalier d'Éon : « Une vie sans queue ni tête », avec Evelyne Lever, Fayard, 2009.